# صدای آلمان (مسابقه)
صدای آلمان (انگلیسی: The Voice of Germany) برنامه استعدادیابی به صورت رقابتی است که از سال ۲۰۱۱ اجرا می‌شود. این برنامه از سری برنامه‌های صدا (مسابقه تلویزیونی) است که بر اساس برنامه صدای هلند ساخته شده‌است.